# Wijnandsrade (motte)
De motte Wijnandsrade was een middeleeuws mottekasteel gelegen bij Wijnandsrade in de gemeente Beekdaelen in de Nederlandse provincie Limburg. De heuvel is thans zes meter hoog en wordt omgeven door de kasteelgracht.

## Het ontstaan
De motte is gelegen achter Kasteel Wijnandsrade en wordt ingeklemd door dit kasteel en de Stefanuskerk van Wijnandsrade. Op deze kunstmatige heuvel heeft het oorspronkelijke slot gestaan, waarschijnlijk een weertoren. De heuvel is opgericht in de 12e of 13e eeuw, maar werd vermoedelijk verlaten toen haar verdedigingsfunctie door de uitvinding van het buskruit verloren was gegaan. Er zijn geen resten van deze bebouwing bewaard gebleven, maar de motte staat onder monumententale bescherming. In de heuvel zouden zich nog fundamenten bevinden.

## Lourdesgrot
In de periode dat het kasteel bewoond werd door de Jezuïeten, die er door de kulturkampf terecht waren gekomen, is er nog een Lourdesgrot aanwezig. Deze is door de Jezuïeten tegen de motte aan geplaatst nadat er een wonder zou hebben plaatsgevonden bij een van de paters. Deze pater heeft water uit de grotten van Lourdes gekregen en hij zou hierdoor zijn genezen.

## Hedendaags
De motte is door de lokale heemkunde vereniging genaamd: ''Vrienden van Wijnandsrade'' gerestaureerd. Aan de onderkant van de motte zijn ook meerdere restauraties geweest. 
De motte en de bomen die hier op staan hebben de status van rijksmonument.

## Externe links

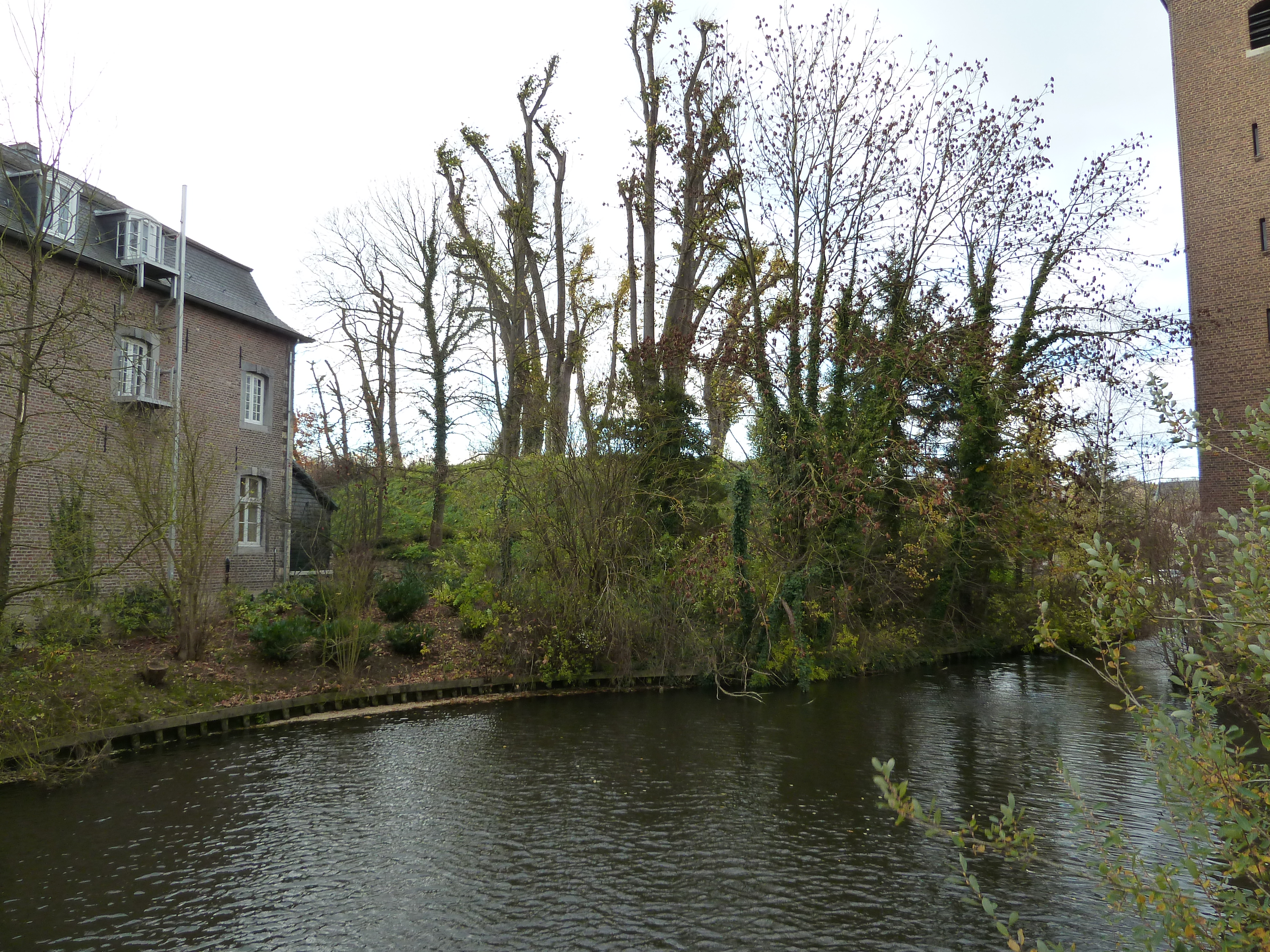
Motteheuvel gezien vanaf de zuidzijde
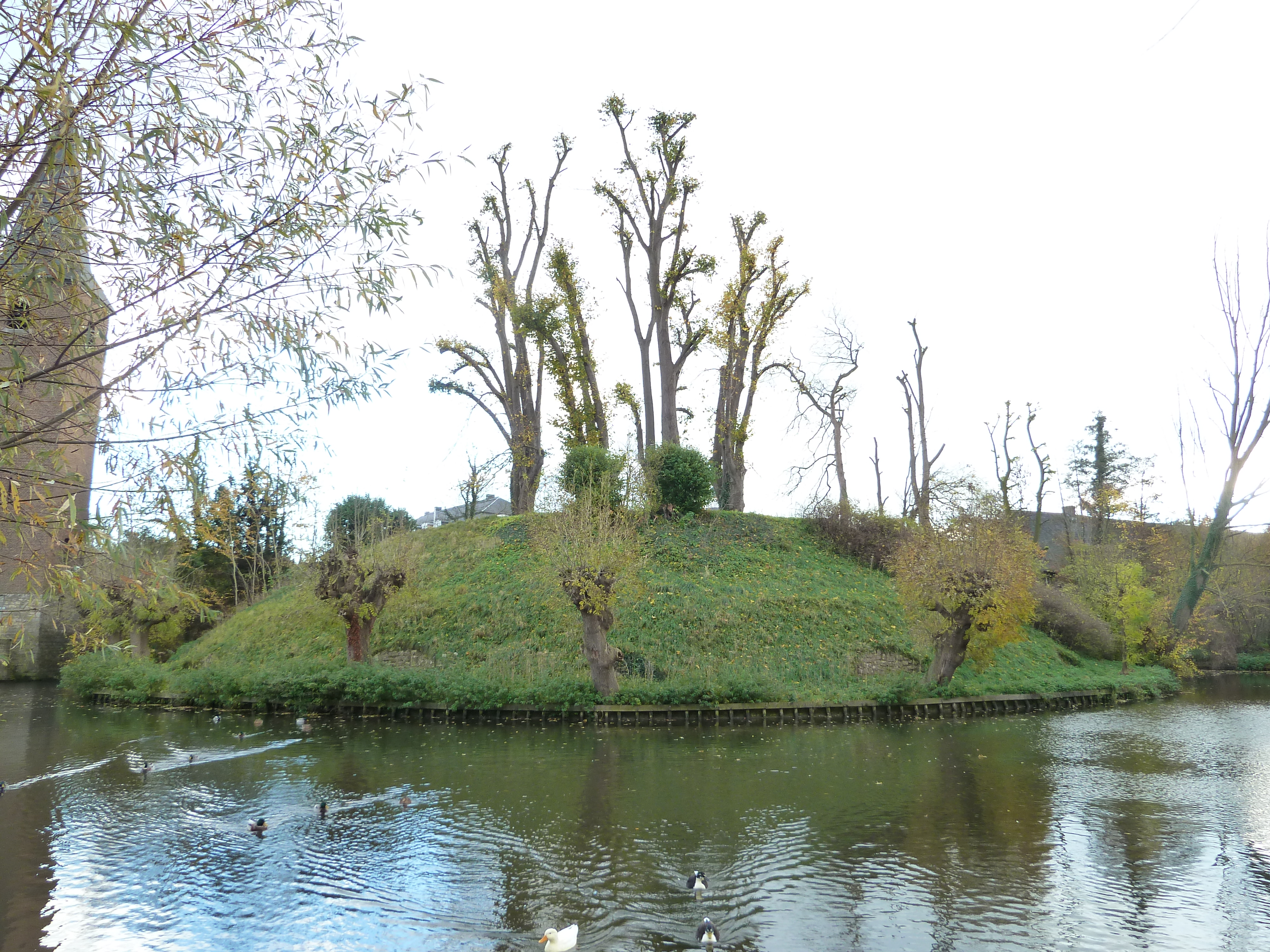
Vanaf de noordzijde
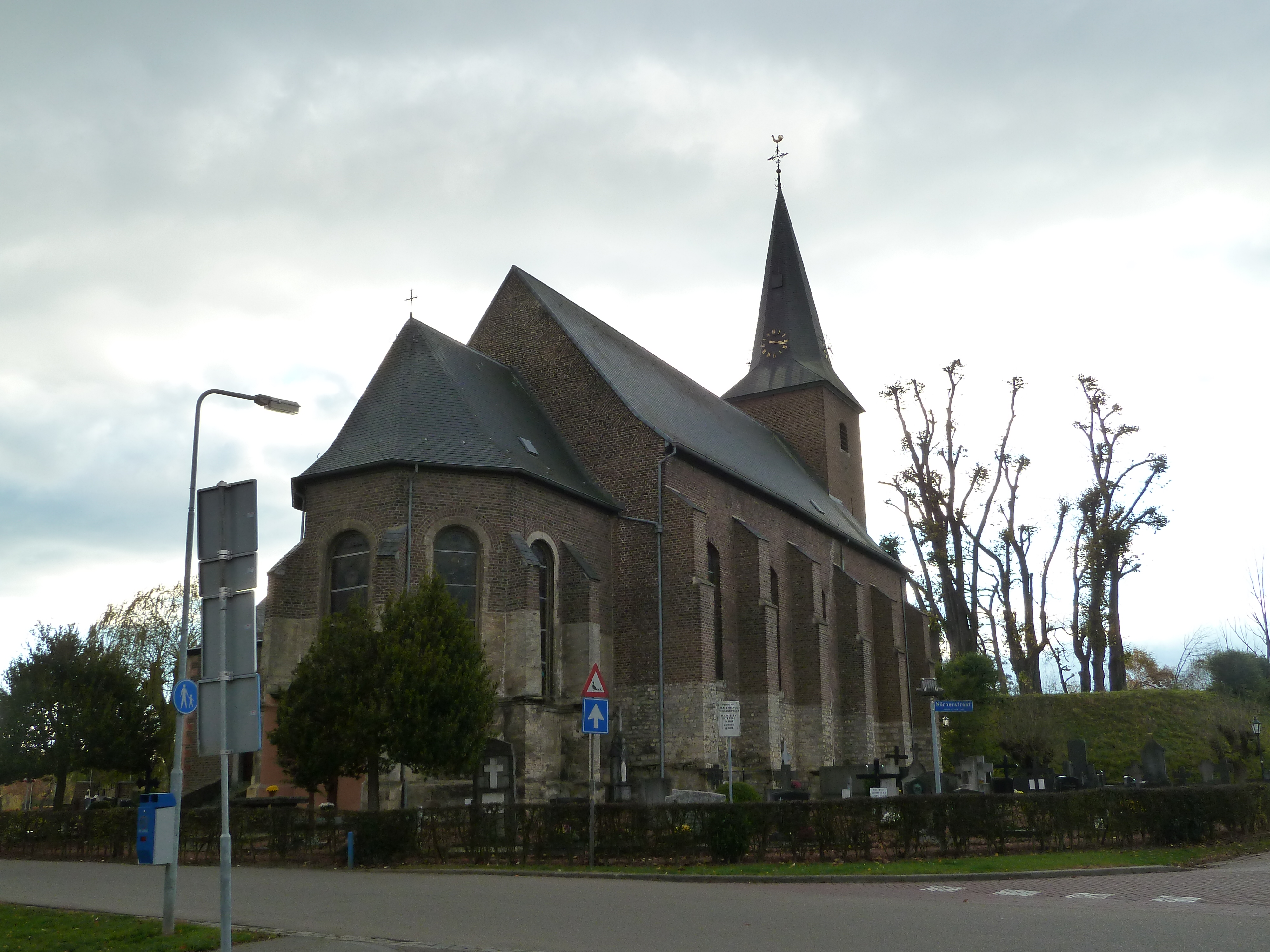
Gezien vanuit het oosten
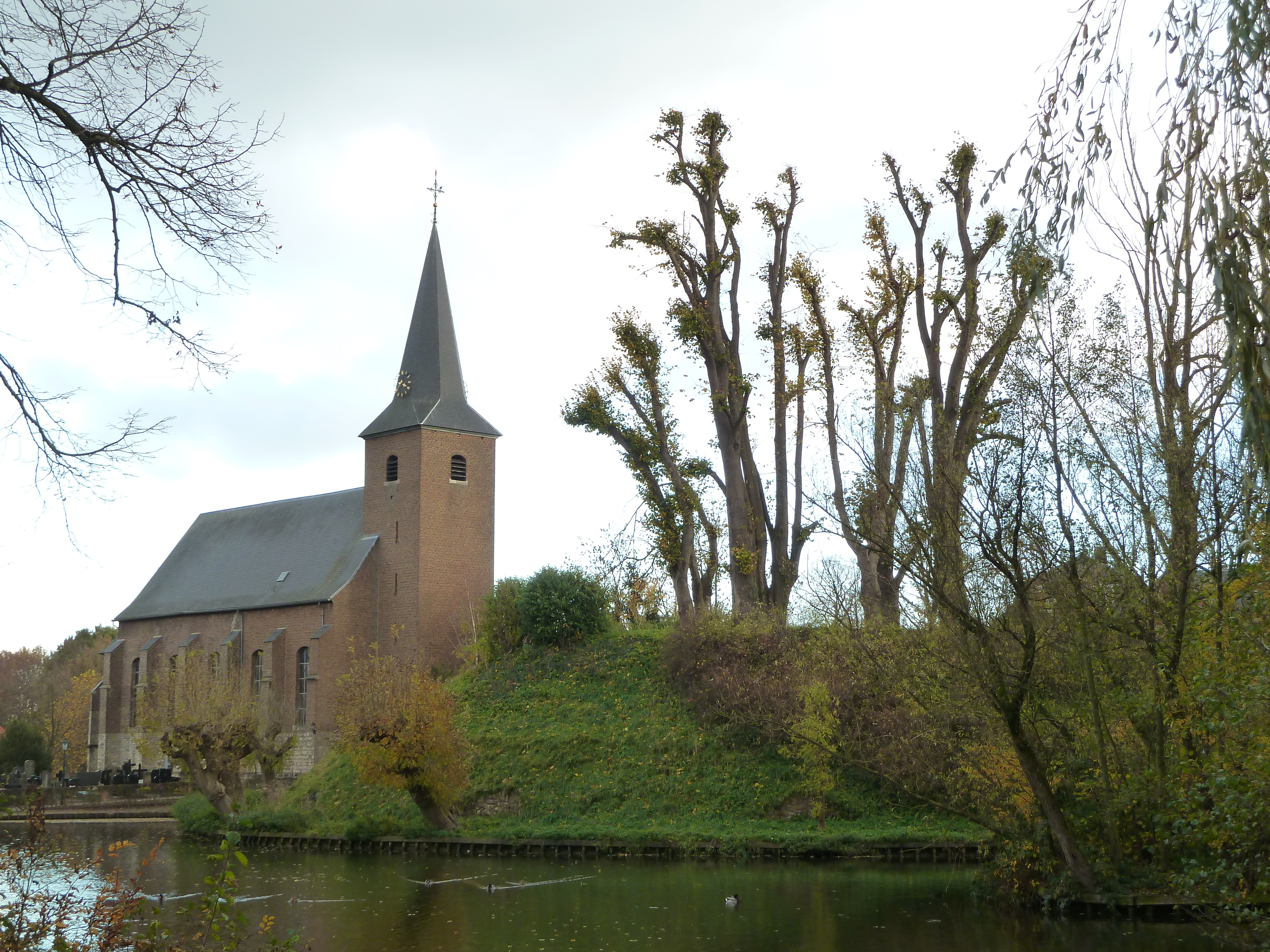
Gezien vanuit noordwesten